# Castello di Craigievar
Il castello di Craigievar è una fortificazione situata ad Alford, nell’Aberdeenshire in Scozia.
Era la sede del Clan Sempill e la famiglia Forbes risiedette qui per 350 anni fino al 1963, quando la proprietà fu data al National Trust for Scotland da William Forbes-Sempill, Lord Sempill. L'ambientazione è tra le colline pedemontane delle Grampian Mountains. Il contrasto tra la struttura massiccia del piano inferiore, le torrette multiple finemente scolpite, i gargoyle e il lavoro ad alte altezze creano un classico aspetto da fiaba.

## Storia
Un eccellente esempio dell'originale architettura baronale scozzese, il grande castello di sette piani fu completato nel 1626 dal mercante di Aberdon, William Forbes, antenato dei baroni di Forbes di Craigievar e fratello del vescovo di Aberdeen, Patrick Forbes del castello di Corse. Forbes acquistò la struttura parzialmente completata dalla famiglia Mortimer nel 1610. Forbes fu soprannominato Danzig Willy, un riferimento al suo abile successo commerciale internazionale con gli stati baltici.
Il figlio di William divenne un baronetto della Nuova Scozia su iniziativa di Carlo I e questo titolo è tuttora esistente. La Forbes Baronetcy, di Craigievar nella contea di Aberdeen, fu creata nel Baronetage della Nuova Scozia il 20 aprile 1630 per William Forbes. Era anche un discendente di Patrick Forbes, terzo figlio del secondo Lord Forbes, e il nipote del primo baronetto della creazione del 1628. Il quarto baronetto rappresentava l'Aberdeenshire nella Camera dei comuni. Il 5° baronetto sposò Sarah Sempill, la figlia maggiore di Hugh Sempill, dodicesimo Lord Sempill. Il loro nipote, l'ottavo baronetto, successe come diciassettesimo Lord Sempill nel 1884. I titoli rimasero uniti fino alla morte di suo nipote, il diciannovesimo Signore e il decimo baronetto, nel 1965.
Progettato con pianta a “L”, come lo era il castello di Muchall, che si trova nella stessa regione, Craigievar è noto per i suoi soffitti in cartongesso eccezionalmente lavorati. Craigevar, castello di Muchall e castello di Glamis sono generalmente considerati i tre controsoffitti più belli della Scozia. La famiglia del Clan Forbes era amica del Clan Burnett di Leys, che costruì sia il castello di Crathes che il castello di Muchalls. I soffitti presentano figure in gesso dei Nove Worthies e altri emblemi della famiglia.
All'inizio del XIX secolo, la torre era caduta in rovina. Sir John Forbes aveva preso in considerazione la demolizione della torre e consultato l'architetto della città di Aberdeen, John Smith, che sconsigliò questa linea d'azione, affermando che la torre era: "uno dei migliori esemplari nel Paese dell'epoca e dello stile in cui è stato costruito". Le riparazioni del tetto sono state intraprese e hanno comportato la ricostruzione di quasi l'intero piano superiore. Le finestre, l'harling esterno e il puntamento sono stati sostituiti ed è probabile che anche Smith abbia progettato la casetta del giardiniere.
Il castello in origine aveva più elementi difensivi tra cui un cortile murato con quattro torri rotonde; solo una delle torri rotonde rimane oggi. Nella porta ad arco di quella torre sono conservate le iniziali intagliate di Sir Thomas Forbes, figlio di William Forbes. C'è anche un enorme portone in ferro o un cancello che copre la porta d'ingresso che viene chiamata Yett.
L'interno del castello vanta una corte che ha le insegne Stuart sopra il camino, una galleria di musicisti; una scala segreta che collega l'alta torre alla corte; camera da letto della regina; gli alloggi dei domestici e naturalmente alcuni splendidi soffitti in stucco. All'interno vi è una collezione di ritratti della famiglia Forbes e una considerevole quantità di arredi dei Forbes risalenti ai secoli XVII e XVIII. Il castello ospita anche due ritratti originali di Henry Raeburn completi di ricevute originali.
La famiglia Forbes possedeva anche una grande casa in granito a Fintray, vicino ad Inverurie, nell'Aberdeenshire. Questa divenne la residenza principale della famiglia per un certo numero di anni fino alla seconda guerra mondiale. Durante questo periodo, la Fintray House fu utilizzata come ospedale per i soldati belgi feriti.